# Bomb the Bass
Bomb the Bass, pseudonimo di Tim Simenon (21 giugno 1967), è un disc-jockey e produttore discografico inglese.
Simenon è oggi un affermato produttore musicale, e ha lavorato con musicisti di fama internazionale quali i Depeche Mode, o i rapper Seal e Consolidated. Ha fondato nel 2000 ad Amsterdam, dove vive ora, una propria etichetta musicale chiamata "Electric Tones", e continua il suo lavoro di produttore alternando il nome di Bomb the Bass e Flow Creator.

## Carriera
Simenon ha cominciato la sua carriera musicale negli anni ottanta lavorando come DJ al Wag's Club di Londra.
È stato uno dei pionieri della musica dance elettronica di un certo tipo (quella che ricampiona i pezzi funk del passato), facendo largo uso di campionatori. Uno dei primi lavori di rilievo è stata la colonna sonora introduttiva del videogioco per Amiga Xenon 2 Megablast (1989), per cui fu utilizzato il brano Megablast (disco che aveva inciso un anno prima).
È diventato famoso quando ha pubblicato Into the dragon (1987), sull'onda del successo del singolo internazionale Beat Dis: una miscela di campioni remixati in stile hip-hop-funk contenente anche tracce da Il buono, il brutto, il cattivo e dalla serie televisiva Thunderbirds. Simenon lavorava come magazziniere in un supermercato quando realizzò il disco, che venne inizialmente pubblicato da Mister-Ron spacciandolo per una produzione americana importata da New York: ripubblicato da Rhythm King Records raggiunse subito il numero 2 nelle classifiche dei singoli inglesi (era già arrivato al primo posto della classifica dance americana di billboard), e la sua immagine di copertina influenzò per molto tempo l'iconografia dell'ambiente rave e acid house.
Dall'album Into the Dragon vennero tratti altri tre singoli. Intanto Simenon instaurò collaborazioni col musicista John Foxx sotto il marchio Nation 12, lavorò a colonne sonore e al progetto, fallito, per il lancio nel mondo del pop della modella Naomi Campbell. Alla fine degli anni 1980 produsse Buffalo Stance di Neneh Cherry, che raggiunse il terzo posto nella classifica inglese dei singoli e il numero 1 nella classifica R&B americana.
Dopo questi successi ricominciò a lavorare su suoni innovativi, arrivando a diventare un pioniere del trip hop. In seguito a queste sperimentazioni, nel 1991 ha pubblicato l'LP Unknown Territory, uscito con grande ritardo a causa del rifiuto dei Pink Floyd di concedere i diritti di utilizzo del brano Money. Il disco conteneva ancora una vasta selezione di campioni da film culto dell'epoca.
Nel 1995 ha pubblicato Clear, un album dai suoni più maturi e comprendente anche partecipazioni importanti come quella di Sinéad O'Connor, del rapper Justin Warfield o dello scrittore Will Self. Ogni brano vanta la partecipazione di un particolare vocalist che sottolinea lo stile musicale con le proprie tonalità.
Nel 2001 è stato pubblicato un ultimo album sotto nome Bomb the Bass, intitolato Clear cut, che però non ebbe molto successo. Un quinto album è stato registrato con Geoff Smith col nome di Frozen Flames; completato nel luglio 2005, non è ancora stato pubblicato.
Simenon è stato accusato di stupro nel novembre 2004; dopo l'accusa ha subito il processo ed è stato assolto nel giugno 2005.
Attualmente il progetto "Bomb The Bass" è stato accantonato a seguito della decisione di Tim Simenon di ritirarsi dalle scene musicali, almeno temporaneamente (si presume). Trasferitosi a Praga nel 2013, Simenon decide di aprire un ristorante chiamato "Brixton Balls", nel quale cucina lui stesso e serve principalmente polpette assieme al socio Luděk Netušil, fino alla chiusura del locale nel 2019.

## Album
- Into the dragon (Rhythm King Records, 1987)
- Unknown Territory (Rhythm King Records, 1991)
- Clear (Fourth and Broadway, 1995)
- Clear cut (Morr Music, 2001)
- Future Chaos (!K7 / Electric Tones, 2008)
- Back to Light (!K7 / Electric Tones, 2010)
- In The Sun (O*Solo Recordings, 2013)